# Archiminolia meridiana
Archiminolia meridiana is een slakkensoort uit de familie van de Solariellidae. De wetenschappelijke naam van de soort is voor het eerst geldig gepubliceerd in 1953 door Dell.